# Cronómetro

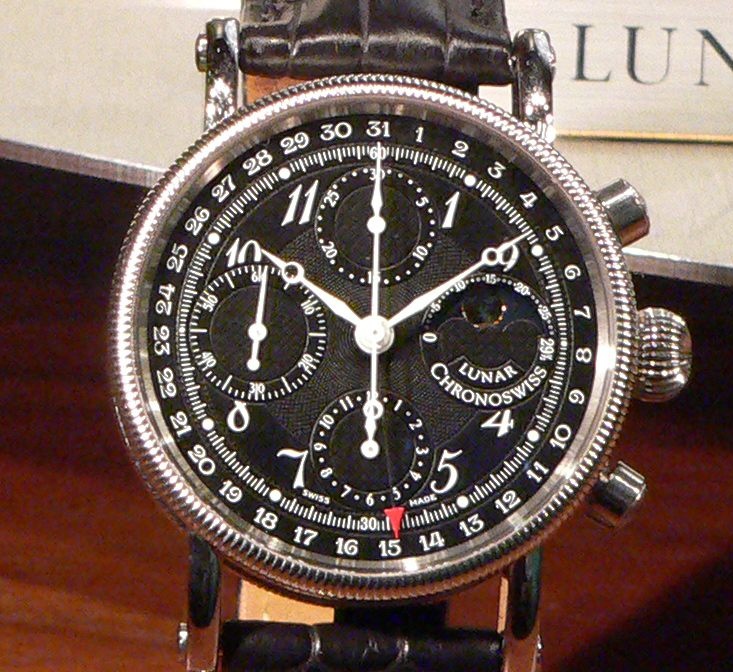
Cronógrafo Chronoswiss

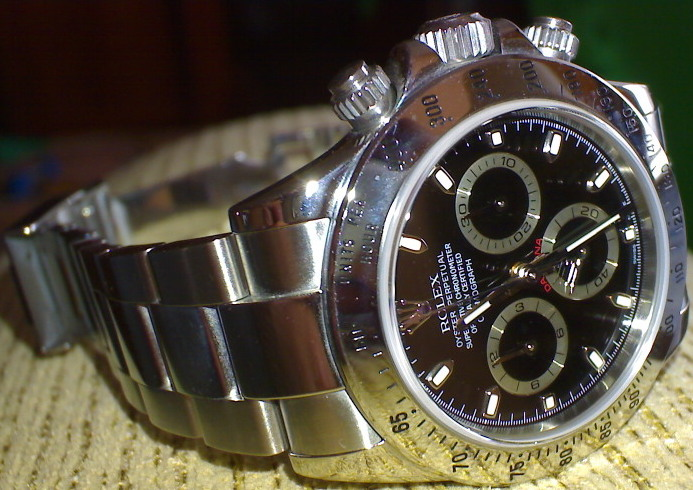
Cronógrafo Rolex Daytona (ref. 116520)

El cronómetro es un reloj cuya precisión ha sido comprobada y certificada por algún instituto o centro de control de precisión. La palabra cronómetro es un neologismo de etimología griega: Χρόνος Cronos es el Titán del tiempo, μετρον -metron es hoy un sufijo que significa 'aparato para medir'.
Se suele confundir frecuentemente los términos cronómetro y cronógrafo. Un cronómetro es todo reloj que ha sido calificado como tal por algún organismo de observación de la precisión de mecanismos o calibres. En la actualidad el Control Oficial Suizo de Cronómetros (COSC) es el organismo que certifica la mayor parte de los cronómetros fabricados. Durante al menos dos semanas, en diferentes posiciones y temperaturas, se prueba el comportamiento y diferencias obtenidas respecto a los criterios y desviaciones máximas permitidas. Para mayor información sobre dichas desviaciones, consultar la página oficial del COSC.
Los relojes certificados como cronómetros van acompañados normalmente de un certificado de cronometría y por una mención en la esfera. Según informa el COSC en su página web, se certifican como cronómetros un millón de relojes al año, lo que representa solo un 3% del total de la fabricación suiza. 
Un cronógrafo es un reloj que, mediante algún mecanismo de complicación, permite la medición independiente de tiempos. Normalmente, en su versión analógica, van provistos de un pulsador de puesta en marcha y paro, así como otro segundo pulsador de puesta a cero.
- Ejemplo de cronómetro de pulsera: Rolex Oyster Perpetual Datejust. Fue el primer reloj de pulsera con indicación de fecha en una ventanilla abierta sobre la esfera.
- Ejemplo de reloj con función de cronógrafo: Omega Speedmaster Professional. Fue el cronógrafo elegido por la NASA para acompañar a los astronautas en las misiones Apolo que culminaron con la llegada del hombre a la Luna.
- Ejemplo de reloj cronómetro con función de cronógrafo: Breitling Navitimer, primer reloj en incorporar una regla de cálculo logarítmica para la realización de cálculos relativos a consumos de carburante, distancias recorridas, multiplicaciones, divisiones, reglas de tres, etc.

## Historia
El término cronómetro fue acuñado por Jeremy Thacker de Beverley, Inglaterra en 1714, refiriéndose a su invención de un reloj encerrado en una cámara de vacío 
según la Encyclopedy of time  aunque hay controversia sobre si esto es real. El término cronómetro también se utiliza para describir un cronómetro marino utilizado para la navegación celeste y la determinación de la longitud. El cronómetro marino fue inventado por John Harrison en 1730. Fue el primero de una serie de cronómetros que permitieron una navegación marítima precisa. A partir de entonces, un cronómetro preciso fue esencial para la navegación marítima o aérea en mar abierto fuera de la vista de tierra. A principios del siglo XX, la llegada de las señales horarias de radiotelegrafía complementó el cronómetro marino de a bordo para la navegación marítima y aérea, y se inventaron, desarrollaron e implementaron varios sistemas de radionavegación durante y después de la Segunda Guerra Mundial (por ejemplo, Gee, Sonne (también conocido como Consol), LORAN (-A y -C), Sistema de navegación Decca y Omega Navigation System) que redujeron significativamente la necesidad de posicionamiento utilizando un cronómetro marino a bordo. Estos sistemas culminaron con el desarrollo y la implantación de los sistemas mundiales de navegación por satélite (GSN-GPS) en la segunda mitad del siglo XX. El cronómetro marino ya no se utiliza como medio principal para la navegación en el mar, aunque sigue siendo necesario como reserva, ya que los sistemas de radio y su electrónica asociada pueden fallar por diversas razones.
Una vez que los relojes mecánicos desarrollaron movimientos con la precisión suficiente para permitir una navegación marítima exacta, con el tiempo se desarrollaron lo que se conoció como "competiciones de cronómetros" en los observatorios astronómicos situados en Europa. El Observatorio de Neuchâtel, el Observatorio de Ginebra, el Observatorio de Besanzón y el Observatorio de Kew son ejemplos destacados de observatorios que certificaban la precisión de los relojes mecánicos. El régimen de pruebas del observatorio solía durar de 30 a 50 días y contenía normas de precisión mucho más estrictas y difíciles que las normas modernas, como las establecidas por el COSC. Cuando un movimiento superaba las pruebas del observatorio, obtenía la certificación de cronómetro de observatorio y recibía un Bulletin de Marche del Observatorio, que estipulaba el rendimiento del movimiento. Dado que muy pocos movimientos recibieron la atención y el nivel de fabricación necesarios para superar las normas del Observatorio, existen muy pocos cronómetros de observatorio.
La mayoría de los cronómetros de observatorio tenían movimientos tan especializados en la precisión que nunca podrían resistir el uso normal como relojes de pulsera. Sólo eran útiles para competiciones de precisión, por lo que nunca se vendieron al público para su uso. Sin embargo, en 1966 y 1967, Girard Perregaux fabricó aproximadamente 670 relojes de pulsera con el movimiento Calibre 32A, que se convirtieron en cronómetros de observatorio certificados por el Observatorio de Neuchatel, mientras que en 1968, 1969 y 1970 Seiko tuvo 226 relojes de pulsera con sus Calibres 4520 y 4580 certificados. Estos cronómetros de observatorio se vendieron posteriormente al público para su uso normal como relojes de pulsera, y todavía pueden encontrarse algunos ejemplares en la actualidad.
Las competiciones de observatorio terminaron con la llegada del movimiento reloj de cuarzo, a finales de la década de 1960 y principios de la de 1970, que generalmente tiene una precisión superior a un coste mucho menor. En 2009, el Museo del Reloj de Le Locle renovó la tradición y lanzó un nuevo concurso de cronometría basado en la ISO 3159. En 2017 se puso en línea la Base de datos de cronómetros de observatorio (OCD). que contiene todos los relojes mecánicos ("chronometres-mecaniques") certificados como cronómetros de observatorio por el observatorio de Neuchatel entre 1945 y 1967, debido a una participación exitosa en el concurso que dio lugar a la publicación de un Bulletin de Marche. Todas las entradas de la base de datos son envíos a la categoría de relojes de pulsera ("cronómetros-brazalete") en el concurso de observatorios.
El término cronómetro a menudo es utilizado erróneamente por el público en general para referirse a los instrumentos de cronometraje dotados de un mecanismo adicional que puede ponerse en marcha mediante pulsadores para permitir la medición de la duración de un evento. Un instrumento de este tipo es, de hecho, un cronógrafo o cronoscopio. Puede estar certificado como cronómetro, siempre que cumpla los criterios establecidos por la norma.

## Cronómetro marino

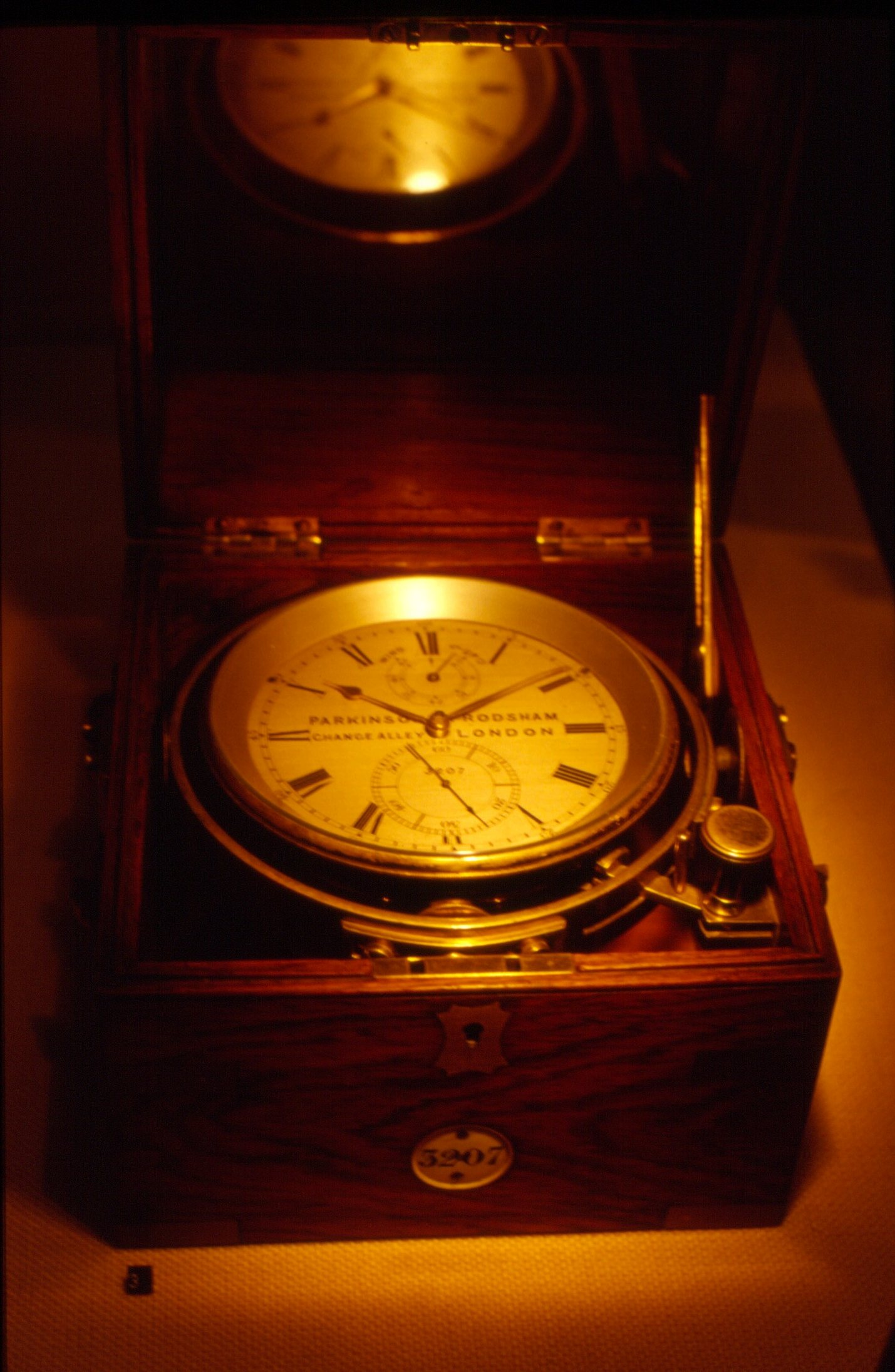
Cronómetro marino

Los cronómetros marinos que se empleaban hasta mediados del siglo XX eran relojes de gran precisión utilizados a bordo de los buques. Hoy son objetos de colección.
La determinación de la hora exacta en alta mar era imprescindible para calcular la posición geográfica, porque la observación astral requiere, además de determinar la altura (ángulo sobre el horizonte), fijar el instante preciso en que se efectúa la observación.
Estos relojes eran tratados con sumo cuidado, determinando el "estado absoluto" u error de instrumento a diario, mediante comparación con una señal radiotelegráfica que transmiten distintos observatorios a ese efecto. Por seguridad se transportan dos.
Están montados sobre una articulación cardánica para contrarrestar el efecto de los rolidos y cabeceos que sufre la embarcación.

## Cronómetro de ferrocarril

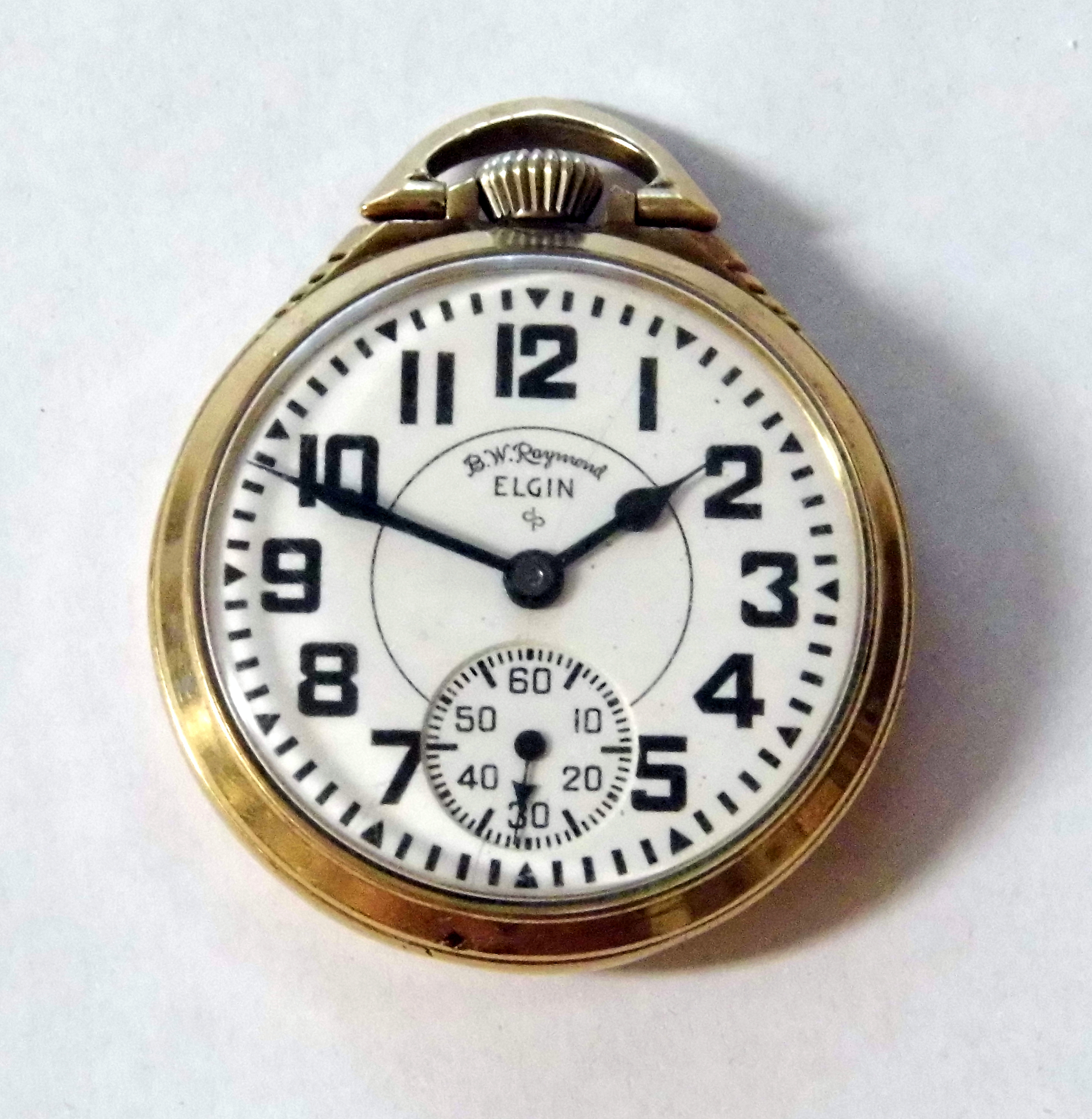
Un cronómetro de ferrocarril de la marca Elgin

El relojero estadounidense Aaron Lufkin Dennison (1812-1895) fue el pionero de la revolución industrial en la fabricación de relojes a partir de 1849 y del desarrollo del sistema estadounidense de fabricación de relojes en la organización de la Waltham Watch Company y la producción de cantidades de relojes y relojes intercambiables. Este proceso está en el origen de los métodos de producción actuales en el mundo.
En 1893, el relojero estadounidense Webb C. Ball (1827-1922) estableció los criterios que definían el «cronómetro de ferrocarril»,  que se aplican todavía para al seguridad del transporte ferroviario.

## Cronómetros certificados
Cada año se entregan más de 1,8 millones de certificados de cronómetro certificados oficialmente, en su mayoría para cronómetros de pulsera mecánicos (relojes de pulsera) con volante de resorte, después de superar las pruebas más extremas del COSC (por el organismo de "Control Oficial Suizo de Cronómetros") y de ser identificados individualmente mediante un número de serie individual registrado oficialmente. Según el COSC, un cronómetro oficial certificado es un reloj de alta precisión capaz de indicar los segundos y albergar un movimiento que ha sido probado durante varios días, en diferentes posiciones y a diferentes temperaturas, por un organismo neutral oficial (COSC). Cada movimiento se prueba individualmente durante varios días consecutivos, en cinco posiciones y a tres temperaturas. Cualquier reloj con la denominación "cronómetro certificado o cronómetro certificado oficialmente" contiene un movimiento certificado y cumple con los criterios de la norma ISO 3159 Instrumentos de cronometraje: cronómetros de pulsera con oscilador de volante de resorte.

### Pruebas de cronómetros en Suiza
Un reloj sólo puede denominarse cronómetro oficial si su aparato de relojería suizo ha superado una prueba (según la norma NIHS 95-11 / ISO 3159) del observatorio suizo independiente Contrôle officiel suisse des chronomètres (COSC). Si el aparato de relojería de un reloj recibe el certificado del COSC, el fabricante suele marcar el reloj con la palabra Cronómetro. Una vez superada la prueba, el movimiento recibe el correspondiente certificado que acredita su precisión. Contiene la siguiente información:
| Criterio de prueba                                                       | Criterio de prueba | Tolerancia                   | Tolerancia                   |
|                                                                          | Abbr.              | Aparato de relojería > 20 mm | Aparato de relojería < 20 mm |
| ------------------------------------------------------------------------ | ------------------ | ---------------------------- | ---------------------------- |
| Tasa media diaria                                                        | M                  | -4 a +6 seg/día              | -5 a +8 seg/día              |
| Desviación media diaria de la marcha                                     | V                  | máx. 2 s/día                 | máx. 3,4 s/día               |
| Desviación máxima diaria de la velocidad                                 | Vmáx.              | máx. 5 s/día                 | máx. 7 s/día.                |
| Diferencia entre horizontal y vertical                                   | D                  | -6 a +8 s/día                | -8 a +10 s/día               |
| Mayor diferencia entre la marcha media diaria y una de las marchas       | P                  | máx. 10 s/día                | máx. 15 s/día                |
| Error de compensación primaria (desviación de la tasa por °C)            | C                  | máx. 0,6 s/día°C             | máx. 0,7 s/día°C             |
| Reanudación de la marcha (comparación del 1.º y 2.º día con el 15.º día) | R                  | max. 5 s/día                 | max. 6 s/día                 |

Para los movimientos de cuarzo, la prueba dura once días y se aplican los siguientes valores:
| Criterio de prueba tolerancia                                          |                  |
| ---------------------------------------------------------------------- | ---------------- |
| Ciclo medio diario a 23 °C                                             | máx. ±0,07 s/día |
| Ciclo medio diario a 8 °C                                              | máx. ±0,2 s/día  |
| Funcionamiento a 38 °C                                                 | máx. ±0,2 s/día  |
| Estabilidad de la marcha                                               | máx. 0,05 s/día  |
| Marcha dinámica                                                        | máx. ±0,05 s/día |
| Efecto temporal de los choques mecánicos                               | máx. ±0,05 s/día |
| Reanudación de la marcha (comparación de los días 1 y 2 con el día 15) | máx. ±0,05 s/día |
| Efecto residual de los choques mecánicos (200 choques con 100 G)       | máx. ±0,05 s/día |

## Organismos que otorgan certificados cronométricos
- El Contrôle Officiel Suisse des Chronomètres COSC (Control Oficial Suizo de Cronómetros).
- El Observatorio de Besanzón
- El Institut fédéral de métrologie METAS (Instituto Federal de Metrología METAS) de Berna
- La Fondation Timelab en el Laboratoire d'Horlogerie et de Microtechnique de Ginebra
- La Fundación Qualité Fleurier, en Fleurier
- El Observatorio Wempe Chronometerwerke en Glashütte